# Linia kolejowa Valšov – Rýmařov
Linia kolejowa Valšov – Rýmařov – linia kolejowa w Czechach biegnąca przez kraj morawsko-śląski, od Valšova do Rýmařova.